# Leæther Strip
Leæther Strip — датская группа, основана 13 января 1988 года Клаусом Ларсеном. Жанры: EBM и электро-индастриал. Leæther Strip была первой группой, выпустившей записи на известном лейбле Zoth Ommog Records. Для издания пластинок вне Европы используются лейблы Cleopatra Records и Metropolis Records. В 1999 году Ларсен начал сотрудничество с лейблом Bloodline Records. С 2005 года Leæther Strip издаётся бельгийским лейблом Alfa Matrix.

## История
По словам Клауса Ларсена, Leæther Strip была, есть и будет только им. Ларсен родился 13 ноября 1967 в Ольборге, Дания. Первый релиз как Leæther Strip был в 1989 году. Однако его релиз 1995 года G.A.W.M.U.S. включал 2 ранних демо 1982 и 1984 годов. В 1991 году Ларсен создал сайд проект Klute, в котором он является тоже единственным членом.
Есть мнение, что звучание Leæther Strip в течение 1990-х помогло сформироваться направлению электро-индастриал. В 1994 году Клаус Ларсен сильно изменил звучание Leæther Strip в саундтреке Serenade for the Dead. С тех пор появляются танцевально-электронные элементы, которые сам Ларсен называет «симфоэлектро».
Leæther Strip исчезла из поля зрения после выхода сингла Carry Me в 2000 году, одновременно прекратил свою работу официальный сайт. В 2005 году в интервью Ларсен объявил, что забвению в период 2000—2005 группа обязана разногласиям с лейблом, а также личным мотивам.
28 октября 2005 года Leæther Strip выпускает EP Suicide Bombers на лейбле Alfa Matrix. Клаус Ларсен создал информационный блог. Далее появился 2 СD After the Devastation, а в 2006 году выпущен EP Walking on Volcanos и Fætish.
В пятницу 13-го апреля 2007 года Leæther Strip выпускает альбом The Giant Minutes to the Dawn. Многими альбом считается истинным возвращением «классической» Leæther Strip.
Через ролик на YouTube Клаус Ларсен объявил, что первый альбом Leaether Strip The Pleasure Of Penetration будет переиздан на его собственный день рождения 13 ноября 2007 года под названием Retention n°1. Этот релиз стал первым из переизданий всех его альбомов на бельгийском лейбле Alfa Matrix. В каждом переиздании будут как изначальная версия альбома, так и полностью перезаписанная интерпретация с помощью новых технологий.

## Дискография

### Альбомы
- 1989 — The Pleasure of Penetration
- 1990 — Science for the Satanic Citizen
- 1992 — Solitary Confinement
- 1993 — Underneath the Laughter
- 1994 — Serenade for the Dead
- 1995 — Legacy of Hate and Lust
- 1996 — The Rebirth of Agony
- 1997 — Self-Inflicted
- 2005 — After the Devastation (2 CD)
- 2007 — The Giant Minutes to the Dawn
- 2008 — Civil Disobedience (2 CD)
- 2009 — Aengelmaker (2 CD)
- 2009 — Hærværk
- 2010 — Mental Slavery (2 CD)
- 2010 — Dark Passeges (OST) + Seasons Change — I Don’t (2 CD)
- 2011 — Untold Stories: The Melancholic Sessions (CD + CD-R)
- 2013 — Serenade For The Dead II
- 2014 — Æscapism
- 2014 — Æppreciation
- 2016 — Spæctator

### EP/синглы
- 1989 — Japanese Bodies — 12"S
- 1990 — Aspects of Aggression — EP CD
- 1991 — Object V — EP CD
- 1991 — Material — EP CD
- 1994 — Positive Depression — EP CD
- 1997 — Anal Cabaret: A Tribute to Soft Cell — EP CD
- 2000 — Carry Me — CDS
- 2005 — Suicide Bombers — EP CD
- 2006 — Walking on Volcanos — EP CD
- 2006 — Fætish — EP CD

### Сборники
- 1992 — Penetrate the Satanic Citizen
- 1993 — Fit for Flogging
- 1995 — Double or Nothing (2 CD)
- 1995 — Getting Away With Murder: Murders from 1982 to 1995
- 1996 — Best of Leæther Strip
- 1997 — Retrospective
- 2005 — Satanic Reasons: The Very Best Of (2 CD)

### Ограниченные релизы
- 1992 — Yes, I’m Limited — EP CD
- 1996 — Yes, I’m Limited Vol. II
- 1998 — Yes, I’m Limited Vol. III (2 CD)
- 2005 — ÆFTERSHOCK — CDS (доступно только вместе с After the Devastation limited box edition)
- 2006 — Hælloween — EP CD (доступно только вместе с Fætish limited box edition)
- 2007 — The Hourglass — EP CD (доступно только вместе с The Giant Minutes to the Dawn limited box edition)

### DVD
- 2007 — Watch — DVD NSTC region 0 (доступно только вместе с The Giant Minutes to the Dawn)

### Другие релизы
- 1999 — Serenade for the Dead (re-mastered) (2 CD)
- 2006 — After the Devastation (Limited 3 CD Special Bag Edition)

Limited edition двойного альбома включает: «After The Devastation» Limited Edition 3-CD Box Set, «Evacuate Or Die», Футболку, Сумку, Matri-X-traX Chapter I, открытки
- 2006 — Fætish (Limited 2 CD Box)

ограниченное 2000 копий издание включает: «Hælloween» 5-track EP, специальные фетиш товары (презервативы, кнопку, открытки) и буклет с работами фанатов Leæther Strip.
- 2007 — The Giant Minutes to the Dawn (2 CD+DVD fan boxset)

Limited edition включает «The Hourglass» EP, «Watch» DVD, футболку с надписью «Trust your instinct» и фанатские товары.
- 2007 — Retention no.1 (2CD)

переиздание первого альбома The Pleasure of Penetration (re-mastered) + The Pleasure of Reproduction, включающее перезаписи 2007 года.
- 2015 Rhesus Factor Feat. Leaether Strip Mann der Arbeit